# Verkehrs- und Tarifverbund Stuttgart
La Verkehrs- und Tarifverbund Stuttgart GmbH (in sigla VVS, pronuncia: fau fau ʔes) è un consorzio che riunisce le principali società di trasporto pubblico di Stoccarda e circondari confinanti, in Germania.

## Proprietà
La società è stata fondata a Stoccarda il 22 dicembre 1977 e la Stuttgarter Straßenbahnen detiene il controllo della società con la quota del 26%. Il 20% della società è posseduta dalla Regione di Stoccarda e il 19% dalla DB Regio. La percentuale restante è posseduta dalla città di Stoccarda, dal Land del Baden-Württemberg e da diversi circondari.

## Area
Il consorzio raccoglie 47 aziende di trasporto pubblico che operano nella regione di Stoccarda servendo un bacino d'utenza di quasi 2,5 milioni di abitanti.

### Linee
Molti servizi di trasporto nella regione sono offerti da società facenti parte del consorzio VVS. Tra essi, anche la S-Bahn di Stoccarda e la Stadtbahn, quest'ultima facente parte a sua volta della società SSB. Ne fanno parte anche i trasporti ferroviari regionali sotto controllo diretto di Deutsche Bahn, nonché la rete degli autobus
Nel 2015 sono servite dalla VVS:
- 462 linee di trasporto, tra le quali:
  - 15 linee ferroviarie regionali
  - 7 linee della S-Bahn
  - 15 linee della Stadtbahn
  - 423 linee degli autobus urbani
- 3.952 fermate, tra le quali:
  - 89 stazioni ferrovierie regionali
  - 83 stazioni della S-Bahn
  - 200 stazioni della Stadtbahn
  - 3.577 stazioni e fermate dell'autobus

## Società consorziate
Queste sono le società di trasporto facenti parte del consorzio VVS:
| Società                                                | Tipo             | Luogo                |
| ------------------------------------------------------ | ---------------- | -------------------- |
| Bader Reisen GmbH                                      | Azienda privata  | Grafenberg           |
| Böltz Reisen GmbH & Co. KG                             | Azienda privata  | Murrhardt            |
| Däuble Reisen GmbH                                     | Azienda privata  | Deckenpfronn         |
| DB Bahn S-Bahn Stuttgart                               | Azienda pubblica | Plochingen           |
| DB Bahn Regiobus Stuttgart                             | Azienda pubblica | Karlsruhe            |
| DB Bahn DB ZugBus Alb-Bodensee                         | Azienda pubblica | Ulma                 |
| Eisemann Reisen GmbH & Co. KG                          | Azienda privata  | Kaisersbach          |
| Esslinger Omnibusverkehr E. Fischle GmbH & Co. KG      | Azienda privata  | Esslingen            |
| FOV Flattich Omnibusverkehre GmbH & Co. KG             | Azienda privata  | Vaihingen an der Enz |
| Ganter-Reisen KG                                       | Azienda privata  | Grabenstetten        |
| GR Omnibus GmbH                                        | Azienda privata  | Kernen               |
| Hassler-Reisen GmbH & Co. KG                           | Azienda privata  | Böblingen            |
| Haussmann & Bauer Omnibusverkehr GmbH & Co. KG         | Azienda privata  | Neckartenzlingen     |
| Kappus-Reisen GmbH & Co. KG                            | Azienda privata  | Leonberg             |
| Klingel GmbH Omnibusverkehr und Reisen                 | Azienda privata  | Weil der Stadt       |
| Knauss-Reisen Dieter Frank GmbH & Co. KG               | Azienda privata  | Schorndorf           |
| Knisel Bus + Reisen GmbH & Co. KG                      | Azienda privata  | Stoccarda            |
| LVL Jäger GmbH                                         | Azienda privata  | Ludwigsburg          |
| Nahverkehrsgesellschaft Baden-Württemberg mbH          | Azienda pubblica | Stoccarda            |
| Omnibus Dannenmann Linien- und Reiseverkehr GmbH       | Azienda privata  | Weinstadt            |
| Omnibusverkehr Kirchheim GmbH                          | Azienda privata  | Kirchheim unter Teck |
| Omnibusverkehr Melchinger                              | Azienda privata  | Aichtal              |
| Omnibus-Verkehr Ruoff GmbH                             | Azienda privata  | Albstadt             |
| Omnibus Spillmann GmbH                                 | Azienda privata  | Bietigheim-Bissingen |
| Pflieger Reise- und Verkehrs-GmbH + Co. KG             | Azienda privata  | Böblingen            |
| Pflüger Reisebüro und Omnibusverkehr GmbH              | Azienda privata  | Böblingen            |
| Reiseverkehr Maier                                     | Azienda privata  | Kaisersbach          |
| Römer Reisen GmbH & Co. KG                             | Azienda privata  | Winnenden            |
| Schefenacker Reise- und Verkehrs-GmbH & Co. KG         | Azienda privata  | Esslingen            |
| Seitter Reise- und Verkehrsgesellschaft mbH & Co. KG   | Azienda privata  | Friolzheim           |
| Seiz Reisen GmbH                                       | Azienda privata  | Vaihingen an der Enz |
| Stäbler-Reisen GmbH + Co. KG                           | Azienda privata  | Magstadt             |
| Schlienz Omnibus GmbH & Co. KG                         | Azienda privata  | Esslingen            |
| Schlienz-Tours GmbH & Co. KG                           | Azienda privata  | Esslingen            |
| Städtischer Verkehrsbetrieb Esslingen (SVE)            | Azienda pubblica | Esslingen            |
| Stadtwerke Herrenberg                                  | Azienda pubblica | Herrenberg           |
| Stadtwerke Leonberg                                    | Azienda pubblica | Leonberg             |
| Stadtwerke Remseck am Neckar                           | Azienda pubblica | Remseck              |
| Straßenbahnwelt Stuttgart                              | Azienda pubblica | Stoccarda            |
| Stuttgarter Straßenbahnen AG                           | Azienda pubblica | Stoccarda            |
| VBN Verkehrsbetriebe Nagoldtal GmbH                    | Azienda pubblica | Calw                 |
| Volz Reisen                                            | Azienda privata  | Calw                 |
| Weiss&Nesch GmbH                                       | Azienda privata  | Nagold               |
| Wöhr Tours GmbH                                        | Azienda privata  | Weissach             |
| Württembergische Eisenbahn GmbH                        | Azienda pubblica | Hemmingen            |
| Zeiher Omnibusunternehmung GmbH & Co. KG               | Azienda privata  | Ludwigsburg          |
| Zweckverband ÖPNV im Mittelbereich Nürtingen "Fahrmit" | Azienda pubblica | Nürtingen            |

### Testi di approfondimento
- (DE) W. Stertkamp, Der Stuttgarter Verkehrsverbund, in Die Bundesbahn, n. 2, 1978,  pp. 145-148, ISSN 0007-5876 (WC · ACNP).
- (DE) G. Mötsch e W. Wörner, Der Verkehrs- und Tarifverbund Stuttgart, in Verkehr und Technik, n. 10, 1978,  pp. 395-400, ISSN 0340-4536 (WC · ACNP).